# Willem van Lüneburg (1184-1213)

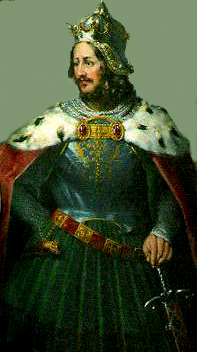
Willem van Lüneburg

Willem van Lüneburg, de Dikke, (Winchester, 11 april 1184 - 13 december 1213), was hertog van Lüneburg.
Willem was de jongste zoon van Hendrik de Leeuw en Mathilde Plantagenet. Hij werd geboren toen zijn ouders in ballingschap in Engeland verbleven. In 1193 werd hij als gijzelaar naar keizer Hendrik VI gestuurd, als waarborg voor de afspraken rond de vrijlating van Richard I van Engeland. Eerst verbleef hij vooral in Hongarije maar na de dood van zijn vader (1195) kwam Willem naar Duitsland. In 1197 en 1198 vertegenwoordigde hij zijn broer Hendrik V van Brunswijk in het hertogdom Brunswijk.
In 1202 sloot Willem met zijn broers Hendrik en Otto IV (toen koning van Duitsland) het verdrag van Paderborn waarbij ze de eigen bezittingen van hun vader verdeelden. Willem kreeg Lüneburg, Dannenberg, Lüchow en Blankenburg. Mede door de welvaart uit de handel in zout in Lüneburg kon Willem zijn positie versterken. Hij vocht als legeraanvoerder in een aantal campagnes voor Otto. Willem overleed in 1213 en werd in het Sint-Michaëlklooster in Lüneburg begraven.
Willem trouwde in 1202 in Hamburg met Helena (ca. 1180 -  22 november 1233), dochter van Waldemar I van Denemarken en Sophia van Minsk. Ze kregen één kind: Otto het Kind.
Helena bracht Garding mee als bruidsschat. Zij is net als Willem begraven in het Sint-Michaëlklooster in Lüneburg.
Na de dood van Willem werden zijn bezittingen en lenen bestuurd door zijn broer keizer Otto, totdat Otto (het kind) meerderjarig werd. Omdat keizer Otto geen kinderen had en de enige zoon van Hendrik V van Brunswijk jong overleed, erfde Otto (het kind) alle eigen bezittingen van zijn ooms. Hierdoor was het eigen bezit van Hendrik de Leeuw opnieuw verenigd.

## Voorouders
| Voorouders van Willem van Lüneburg (1184-1213) | Voorouders van Willem van Lüneburg (1184-1213)                     | Voorouders van Willem van Lüneburg (1184-1213)                     | Voorouders van Willem van Lüneburg (1184-1213)                          | Voorouders van Willem van Lüneburg (1184-1213)                          | Voorouders van Willem van Lüneburg (1184-1213)                           | Voorouders van Willem van Lüneburg (1184-1213)                           | Voorouders van Willem van Lüneburg (1184-1213)                           | Voorouders van Willem van Lüneburg (1184-1213)                           |
| ---------------------------------------------- | ------------------------------------------------------------------ | ------------------------------------------------------------------ | ----------------------------------------------------------------------- | ----------------------------------------------------------------------- | ------------------------------------------------------------------------ | ------------------------------------------------------------------------ | ------------------------------------------------------------------------ | ------------------------------------------------------------------------ |
| Overgrootouders                                | Hendrik de Zwarte (1075-1126) ∞ Wulfhilde van Saksen (1072-1126)   | Hendrik de Zwarte (1075-1126) ∞ Wulfhilde van Saksen (1072-1126)   | Keizer Lotharius III (1075-1137) ∞ Richenza van Northeim (1087/89-1141) | Keizer Lotharius III (1075-1137) ∞ Richenza van Northeim (1087/89-1141) | Godfried V van Anjou (1113-1151) ∞ Mathilde van Engeland (1102-1167)     | Godfried V van Anjou (1113-1151) ∞ Mathilde van Engeland (1102-1167)     | Willem X van Aquitanië (1099-1137) ∞ Aenor van Chatellerault (-)         | Willem X van Aquitanië (1099-1137) ∞ Aenor van Chatellerault (-)         |
| Grootouders                                    | Hendrik de Trotse (1108-1139) ∞ Gertrude van Saksen (1115-1143)    | Hendrik de Trotse (1108-1139) ∞ Gertrude van Saksen (1115-1143)    | Hendrik de Trotse (1108-1139) ∞ Gertrude van Saksen (1115-1143)         | Hendrik de Trotse (1108-1139) ∞ Gertrude van Saksen (1115-1143)         | Hendrik II van Engeland (1133-1189) ∞ Eleonora van Aquitanië (1122-1204) | Hendrik II van Engeland (1133-1189) ∞ Eleonora van Aquitanië (1122-1204) | Hendrik II van Engeland (1133-1189) ∞ Eleonora van Aquitanië (1122-1204) | Hendrik II van Engeland (1133-1189) ∞ Eleonora van Aquitanië (1122-1204) |
| Ouders                                         | Hendrik de Leeuw (1129/30-1195) ∞ Mathilde Plantagenet (1156-1189) | Hendrik de Leeuw (1129/30-1195) ∞ Mathilde Plantagenet (1156-1189) | Hendrik de Leeuw (1129/30-1195) ∞ Mathilde Plantagenet (1156-1189)      | Hendrik de Leeuw (1129/30-1195) ∞ Mathilde Plantagenet (1156-1189)      | Hendrik de Leeuw (1129/30-1195) ∞ Mathilde Plantagenet (1156-1189)       | Hendrik de Leeuw (1129/30-1195) ∞ Mathilde Plantagenet (1156-1189)       | Hendrik de Leeuw (1129/30-1195) ∞ Mathilde Plantagenet (1156-1189)       | Hendrik de Leeuw (1129/30-1195) ∞ Mathilde Plantagenet (1156-1189)       |

Bron: artikelen over Willem en Helena in de Duitstalige Wikipedia.